# تواصل تنموي
يشير مصطلح التواصل التنموي إلى استخدام التواصل لتسهيل التنمية المجتمعية. يُشرِك التواصل التنموي أصحاب المصلحة وكبار السياسيين ويرسخ البيئة المساعدة ويقيس المخاطر والفرص ويدعم تبادل المعلومات لخلق تغير مجتمعي إيجابي عبر التنمية المستدامة. تتضمن وسائل التواصل التنموي نشر المعرفة والتعليم وتغيير السلوك والتسويق المجتمعي والحراك الاجتماعي والتأييد الإعلامي والتواصل من أجل التغير الاجتماعي والمشاركة في المجتمع.
لم يُطلق على التواصل التنموي «نظرية الصحافة الخامسة»، مع كون «التحول الاجتماعي والتنمية المجتمعية» و«إشباع الحاجات الأساسية» أهداف أساسية له. أوضح جامياس فلسفة التواصل التنموي التي ترتكز على ثلاث أفكار رئيسية. وهذه الأفكار الأساسية: هادفة ومثقلة بالقيم وبراغماتية. وسّعت نورا سي. كيبرال التعريف مطلقة عليه «علم التواصل البشري وفنه الذي يُطبق على التحول السريع لبلد ما ومعظم شعبه من الفقر إلى حالة ديناميكية من النمو الاقتصادي الذي يؤدي إلى احتمال مساواة اجتماعية أكبر وتحقيق أكبر للإمكانات البشرية». كان يراه كل من ملكوت وستيفيز كـ«اتصال تحريري» بهدف مكافحة الظلم والقمع.

## التعريف
قالت الدكتورة نورا كروز كيبرال بوضوح، في المحاضرة التي ألقتها للدكتوراة الفخرية في كلية الاقتصاد بلندن في جامعة لندن في ديسمبر 2011، أنها تعتبر أن أول مرة عُرف فيها التواصل التنموي كانت في 10 ديسمبر 1971 في جامعة الفلبين في لوس بانوس. في ذلك الوقت، كانت كلية الزراعة التابعة لهذه الجامعة تقيم ندوة بعنوان «سعيًا وراء ابتكارات في التنمية الزراعية» (تكريمًا لد. ديوسكورو إل. أومالي، عالم وطني في مجال تربية النباتات).
جاء في تعريف حديث أكثر إحاطةً بمفهوم التواصل التنموي:
«فن التواصل البشري والعلم الذي يتناوله مرتبطًا بما يُخطط للمجتمع من تحول من حالة الفقر إلى نمو اقتصادي-اجتماعي ديناميكي يسبب قدرًا أكبر من المساواة بالإضافة إلى الكشف عن القدرات الفردية».

ويعرفه أرسكين تشايلدرز كما يلي:
«التواصل الداعم للتنمية هو نظام في التخطيط للتنمية وتنفيذها حيث يؤخذ في الاعتبار عوامل السلوكيات البشرية بصورة أكبر أثناء تصميم مشاريع التنمية وأهدافها».
ووفقًا للبنك الدولي، التواصل التنموي هو «تكامل التواصل الاستراتيجي في المشاريع التنموية» بناءً على الوقائع الداخلية.

بالإضافة إلى ذلك، تراه منظمة اليونيسيف كالتالي:
«... عملية ذات اتجاهين لمشاركة المعرفة والأفكار باستخدام مجموعة متنوعة من أدوات التواصل وطرقه التي تدعم الأفراد والمجتمعات كي يتخذوا الإجراءات لتحسين حيواتهم». ووصفه مركز حكومة ثوسونغ كـ«تقديم المعلومات للمجتمعات التي يمكن أن يستخدموها في تحسين حيواتهم، وهو ما يهدف إلى جعل البرامج والسياسات العامة حقيقية مستدامة ذات معنى» 
عرف بيسيت (2006) التواصل التنموي كـ«تطبيق مُخطط ممنهج لموارد التواصل وقنواته ومناهجه واستراتيجياته لدعم أهداف التنمية الاجتماعية-الاقتصادية والسياسية والثقافية». لا بد أن يشارك التواصل التنموي في الأمر لأنه وفقًا لأسكروفت وماسيليلا (1994) «تُترجم المشاركة إلى نشاط الأفراد في البرامج والعمليات التنموية؛ فيساهمون في صنع الأفكار وأخذ المبادرة والتعبير عن احتياجاتهم ومشاكلهم مما يؤكد على استقلاليتهم»
من هم القائمون على التواصل التنموي؟ ما هي إمكانياتهم؟ أعطت نورا سي. كيبرال توصيفًا موجزًا:
1. أن يفهموا عملية التنمية وعملية التواصل والبيئة التي تتفاعل فيها العمليتان.
2. أن يكونوا على دراية بمهارات التواصل وأدواته بالإضافة إلى المهارة في الموضوع المُراد إيصاله.
3. أن يكونوا متشربين للقيم المتأصلة في العدالة والكشف عن القدرات الفردية.
4. أن يتلقوا معرفة مباشرة من المصدر بشأن الأنواع العديدة للمستخدمين النهائيين للاتصال التنموي.
5. يشعرون بالالتزام ويتقبلون المسئولية الفردية في تقدم التنمية البشرية.

### المفاهيم
وفقًا لفلستيهاوسن (1973)، تُستمد الافتراضات النظرية التقليدية من أبحاث التواصل التنموية لكنها تلقى اعتراضات على أساس أنها مفاهيم نظرية فهي أدلة غير كافية لانتقاء البيانات وحل المشاكل التنموية. تنتج أول مغالطة مفاهيمية من الممارسة المعتادة من اختيار نماذج جاهزة وأمثلة من تجارب الدول المتقدمة بدلًا من الدول النامية. يظهر هذا بوضوح في التحيز لصالح التكنولوجيا (تحديدًا التكنولوجيا الأمريكية) بأنها ذات صلة بظواهر التواصل وكحل لمشاكل التنمية. تأتي المغالطة الثانية من استخدام النماذج النظرية غير الملائمة وغير المختبرة غالبًا في نطاق أبحاث التواصل وهو ما يسبب نظرة مشوهة لدور التواصل فيما يخص النظم الاجتماعية والسلوكية. تُناقش القضية الأولى عبر تقديم مراجعة من دراسات تجريبية التي تُظهر أن عمليات التواصل وتبني تكنولوجيا جديدة لا يصلحان بدون العوامل التي تعرف سلوك النظام المجتمعي والاقتصادي والسياسي. لا تُعتبر قيمة التحاليل الارتباطية ذات قيمة كبيرة في تفسير عمليات التواصل، أو في تأسيس دورها في التمنية. تُتناول القضية الثانية من خلال الاقتراح الذي يقول أن التواصل يُنظر إليه كجزء من نظرية التفاعل الاجتماعي إذ يُعامل فيها كعملية تكشف عن الواقع وتحوله أثناء تبادل المعلومات بين الأشخاص. يمكن تعريف التواصل كعملية تراكم الذكاء وتكامله. أدت إعادة الصياغة هذه إلى تحويل ما تركز عليه الأبحاث من التساؤل حول كيفية عمل التواصل في تغيير الناس (المرسل والمستقبِل)، إلى كيفية عمله في تغيير الأفكار وتحويلها. وبهذا يمكن أن تُستخدم المفاهيم والأفكار والاهتمامات والمواقف كوحدات أساسية في التحليل.

## التاريخ
بدأت ممارسة التواصل التنموي في الأربعينيات من القرن العشرين، لكن تطبيقه على نطاق واسع حدث بعد الحرب العالمية الثانية. تضمن ابتكار علوم التواصل في الخمسينيات من القرن العشرين الاعتراف بأن المجال نظام أكاديمي، بقيادة دانييل ليرنر ووِلبر شورمان وإيفريت روجرز. أكد كلٌ من تشايلدرز وكيبرال أن التواصل التنموي يتضمن كل وسائل التواصل بدايةً من وسائل الإعلام إلى ما بين الناس.
وفقًا لكيبرال (1975)، أهم صفة للتواصل التنموي على أسلوب الفليبين هو أن الحكومة هي «المصمم الرئيسي لخطة (التنمية) الرئيسية ومديرها حيث يكون التواصل التنموي في هذا النظام ذا غاية مقنعًا موجهًا نحو الهدف تحركه الجماهير وتتدخل فيه الطبيعة».

## المدارس الأكاديمية
ظهرت عدة مدارس للتواصل التنموي استجابةً للتحديات والفرص في البلاد كلٍ على حدة. قسم مانيوزو (2006) المجال إلى ست مدارس. كانت مدرسة «بريتون وودز» مسيطرة أصلًا في الأدب العالمي. وكانت بقية المدارس هي المدرسة الللاتينية الأمريكية والهندية والأفريقية ومدرسة لوس بانوس والمدارس المشاركة.

### التغير الاجتماعي الكاثوليكي
كانت الكنيسة تقود «التواصل التنموي» لعدة عقود بالرغم من أنها لم تكن مدرسة أكاديمية في ذاتها. تعادل التعاليم الاجتماعية والقواعد الأخلاقية للكنيسة الكاثوليكية قواعد التنمية الاجتماعية. على سبيل المثال، انتقد منشور ريرام نوفارام (عن الأشياء الجديدة) الذي كتبه البابا ليون الثالث عشر عام 1891 آفات المجتمع ودعم «التعاليم الكاثولوكية في العمل وحق الملكية، ومبدأ التكافل بدلًا من الكفاح الطبقي كوسيلة رئيسية في التغير الاجتماعي، وحفظ حقوق الضعفاء وكرامة الفقراء وما يقع على الأغنياء من التزامات وإكمال العدالة عبر فعل الخير وفي حق تكوين الجمعيات المهنية». في عام 1961، كتب البابا يوحنا الثالث والعشرين عن موضوع «المسيحية والتقدم الاجتماعي»، في منشور بعنوان ماتر إت ماجيسترا (الأم والمعلم)، الذي ذكر فيه أن «الكنيسة تدعو باسم الحقيقة والعدالة والمحبة إلى المساهمة في بناء مشاركة حقيقية مع كل النساء والرجال. وبهذه الطريقة، لن يقتصر النمو الاقتصادي على إشباع احتياجات الناس فقط، لكنه سيعزز كرامتهم أيضًا». ثم في عام 1967، نشر البابا بول السادس بوبيولورام بروغريسو (التنمية التقدمية)، شدد البابا فيه على أهمية العدالة والسلام والتنمية عبر الإعلان أن «التنمية هي الاسم الجديد للسلام». وقال مخاطبًا العاملين على التنمية: «إن التقدم الحقيقي لا يتكون بالثروة التي يسعى إليها المرء لراحته الشخصية أو من أجلها ذاتها؛ لكنها تتكون بدلًا من ذلك في النظام الاقتصادي المصمم من أجل خير الإنسان حيث يصبح قوت يوم كل إنسان انعكاسًا لألق المحبة الأخوية ويدَ عون من الله».